# Neemrana

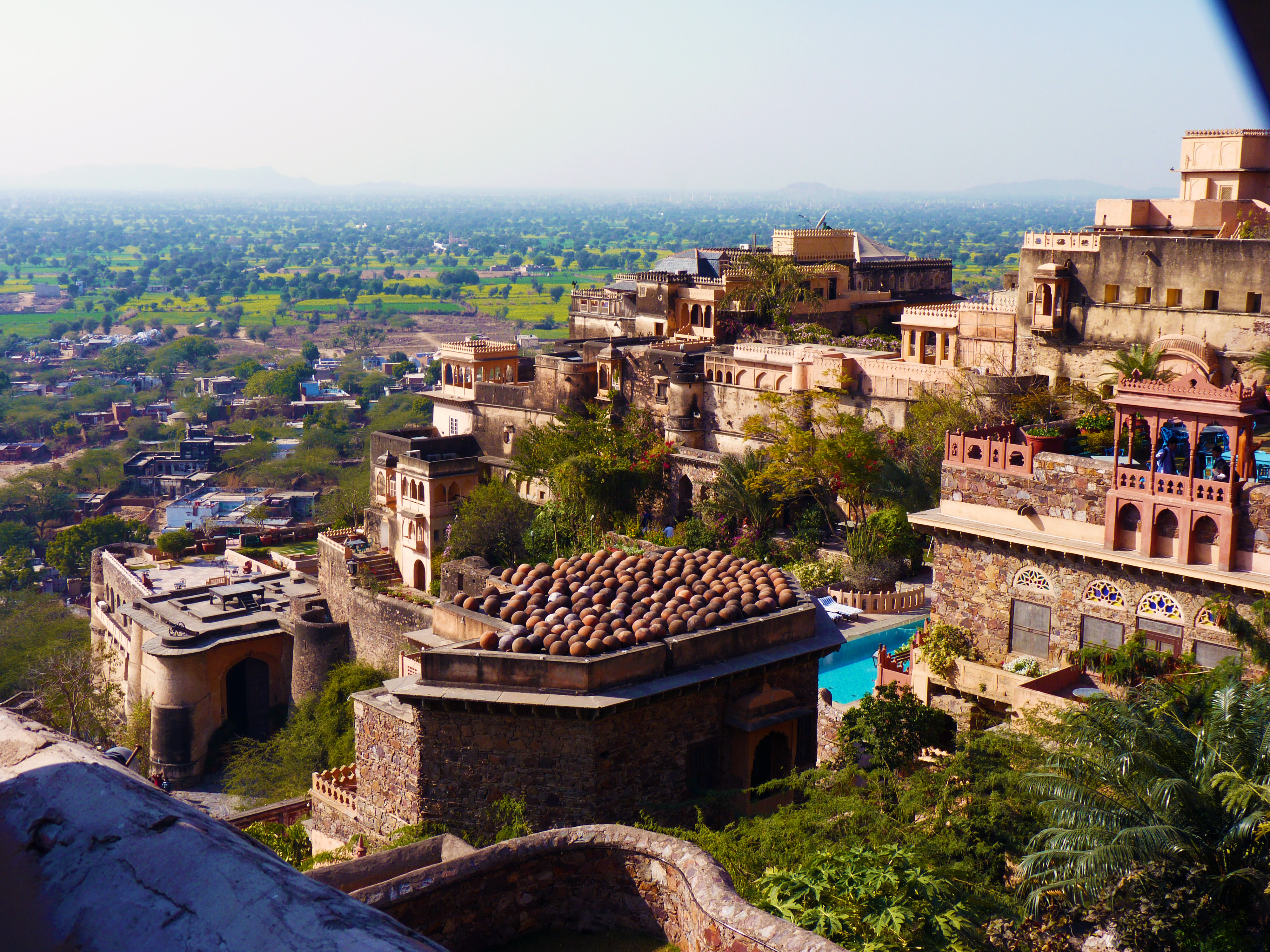
Neemrana – Palast über der Stadt

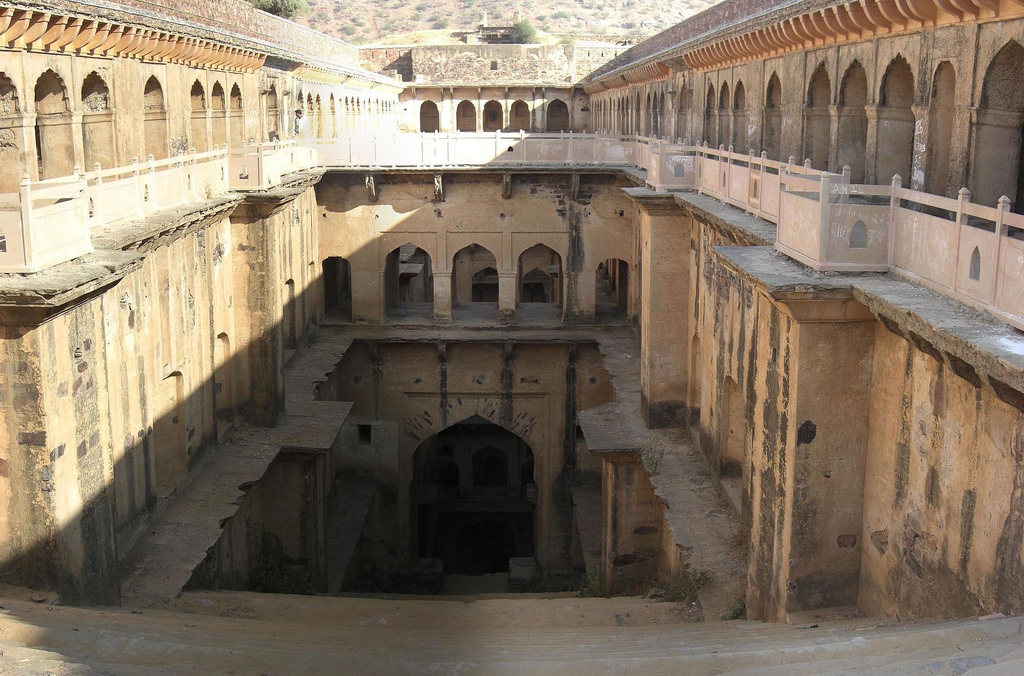
Neemrana – Stufenbrunnen Rani ki Baoli

Neemrana oder Nimrana (Hindi नीमराना) ist eine etwa 9.000 Einwohner zählende Kleinstadt im Distrikt Alwar im Nordosten des indischen Bundesstaats Rajasthan.

## Lage und Klima
Die Kleinstadt Neemrana liegt in der Ahirwal-Region etwa auf halber Strecke zwischen den Millionenstädten Jaipur und Delhi (jeweils ca. 155 km) in einer Höhe von ca. 330 m. Das Klima ist zumeist trocken und warm; Regen (ca. 550 mm/Jahr) fällt nahezu ausschließlich während der sommerlichen Monsunzeit.

## Bevölkerungsentwicklung
| Jahr      | 1991 | 2001  | 2011  |
| Einwohner | ??   | 4.217 | 7.143 |

Ca. 98 % der Einwohner sind Hindus; knapp 2 % sind Moslems. Der männliche Bevölkerungsanteil übersteigt den weiblichen um ca. 12 %. Man spricht zumeist Rajasthani und Hindi.

## Wirtschaft
Die Dorfbewohner leben – weitgehend als Selbstversorger – fast ausschließlich von der Landwirtschaft. In der Stadt selbst gibt es Kleinhändler, Handwerker und Tagelöhner; im Umland wurden Kleinindustrien für die Großräume Delhi und Jaipur angesiedelt. Wegen des Palasthotels spielt auch der Tourismus eine gewisse Rolle für das Wirtschaftsleben der Kleinstadt.

## Sehenswürdigkeiten
- An einer knapp 500 m hohen Bergflanke beim Ort befindet sich ein ehemaliger Fürstenpalast eines Nachfahren der Chauhan-Dynastie; der aus dem 15. bis 18. Jahrhundert stammende und in den 1990er Jahren umgebaute Festungspalast im indo-islamischen Stil dient heute als luxuriöse Hotelanlage.[3]
- Etwa 1 km vom Palasthotel entfernt gibt es einen maximal etwa 24 m tiefen Stufenbrunnen (Rani ki Baoli).